# Eremochrysa (Eremochrysa) spilota
Eremochrysa (Eremochrysa) spilota is een insect uit de familie van de gaasvliegen (Chrysopidae), die tot de orde netvleugeligen (Neuroptera) behoort. 
Eremochrysa (Eremochrysa) spilota is voor het eerst wetenschappelijk beschreven door Banks in 1950.